# Blitta (cratera)
Blitta é uma cratera marciana. Tem como característica 13.6 quilômetros de diâmetro. Deve o seu nome a Blitta, uma prefeitura do Togo.